# Chi Thàu táu
Chi Thàu táu, chi Tai nghé hay chi Ngăm (danh pháp khoa học: Aporosa) là một chi thực vật có hoa thuộc về họ Phyllanthaceae, lần đầu tiên được miêu tả năm 1825.Các loài trong chi này là bản địa Trung Quốc, tiểu lục địa Ấn Độ, Đông Nam Á, Papuasia và Queensland.
Các loài của chi này là cây gỗ hay cây bụi. Hạt có áo hạt sáng màu hấp dẫn các loài chim để giúp chúng phát tán hạt.

## Các loài[1]
Có khoảng 83 loài.
- Aporosa acuminata – Tây nam Ấn Độ, Sri Lanka
- Aporosa alia – Borneo.
- Aporosa annulata - New Guinea, Bismarcks
- Aporosa antennifera - Borneo, Sumatra, tây Malaysia
- Aporosa arborea - Borneo, Sumatra, tây Malaysia, Java, nam Thái Lan
- Aporosa aurea - Borneo, Sumatra, tây Malaysia, nam Thái Lan
- Aporosa banahaensis - Philippines, Sabah
- Aporosa basilanensis - Borneo, Basilan
- Aporosa benthamiana - Borneo, Sumatra, tây Malaysia, Philippines
- Aporosa bourdillonii - Kerala
- Aporosa brassii - Đông New Guinea, Bismarcks
- Aporosa brevicaudata - New Guinea
- Aporosa bullatissima - Borneo
- Aporosa caloneura - Borneo
- Aporosa cardiosperma – Tây Ấn Độ, Sri Lanka
- Aporosa carrii - Đông New Guinea
- Aporosa chondroneura - Borneo
- Aporosa confusa - Borneo, Sumatra, tây Malaysia
- Aporosa decipiens - New Guinea
- Aporosa dendroidea - Maluku
- Aporosa duthieana – Đông Dương
- Aporosa egregia - Tây New Guinea
- Aporosa elmeri - Borneo
- Aporosa falcifera - Borneo, Sumatra, tây Malaysia, Sulawesi, nam Thái Lan
- Aporosa ficifolia – Đông Dương, tây Malaysia: Ngăm lông dày, tai nghé lá sung, tai nghé, ngăm lá vú bò.
- Aporosa flexuosa - New Guinea
- Aporosa frutescens - Myanmar, Thái Lan, Malaysia, Indonesia, Philippines
- Aporosa fulvovittata - Sabah
- Aporosa fusiformis – Tây nam Ấn Độ, Sri Lanka
- Aporosa globifera - Sumatra, tây Malaysia, nam Thái Lan
- Aporosa grandistipula - Borneo, Sulawesi
- Aporosa granularis - Borneo
- Aporosa hermaphrodita - Đông New Guinea
- Aporosa heterodoxa - Bougainville I
- Aporosa illustris - Borneo
- Aporosa lagenocarpa - Borneo
- Aporosa lamellata - New Guinea
- Aporosa lanceolata - Sri Lanka
- Aporosa latifolia - Sri Lanka
- Aporosa laxiflora - Đông New Guinea, Bismarcks
- Aporosa ledermanniana - New Guinea, Bismarcks, Louisiades
- Aporosa leptochrysandra - New Guinea
- Aporosa leytensis - Philippines, Sulawesi
- Aporosa longicaudata - New Guinea
- Aporosa lucida - Malaysia, Indonesia
- Aporosa lunata - Borneo, Sumatra, tây Malaysia, Java, nam Thái Lan
- Aporosa macrophylla - Myanmar, Đông Dương?: Tai nghé lá to.
- Aporosa maingayi - Tây Malaysia
- Aporosa microstachya - Tây Malaysia, Java, nam Thái Lan, nam Myanmar, Đông Dương: Tai nghé đuôi to.
- Aporosa misimana - Đông New Guinea
- Aporosa nervosa - Borneo, Sumatra, tây Malaysia, nam Thái Lan
- Aporosa nigricans - Borneo, Sumatra, tây Malaysia, nam Thái Lan
- Aporosa nigropunctata - New Guinea
- Aporosa nitida - Borneo
- Aporosa octandra (đồng nghĩa: Aporosa dioica, Aporosa oblonga) – Nam Trung Quốc, Đông Nam Á, New Guinea, Queensland: Ngăm, thàu táu đài nhỏ, tai nghé biệt chu, thàu táu gốc khác, móp, mót, mương, ngom, thâm ngâm, ngăm lá thuôn, tai nghé tròn dài
  - A. o. var. chinensis
  - A. o. var. malesiana
  - A. o. var. octandra
  - A. o. var. yunnanensis
- Aporosa papuana - New Guinea, Bismarcks, Solomons
- Aporosa parvula - Tây New Guinea
- Aporosa penangensis - Tây Malaysia, nam Thái Lan
- Aporosa planchoniana – Đông Dương, nam Trung Quốc: Ngăm rừng, tai nghé Planchon, thàu táu lá mỏng, ngăm lá lệch.
- Aporosa praegrandifolia - New Guinea
- Aporosa prainiana - Borneo, Sumatra, tây Malaysia
- Aporosa pseudoficifolia - Tây Malaysia, nam Thái Lan, nam Myanmar
- Aporosa quadrilocularis - Kedah, Sumatra
- Aporosa reticulata - Đông New Guinea
- Aporosa rhacostyla - Sarawak
- Aporosa sarawakensis - Borneo
- Aporosa sclerophylla - Đông New Guinea
- Aporosa selangorica - Tây Malaysia
- Aporosa serrata - Lào, bắc Thái Lan, Việt Nam: Ngăm lông mép xẻ, tai nghé răng, ngăm mép xẻ.
- Aporosa sphaeridiophora - Philippines, Java
  - A. s.  var. campanulata
- Aporosa stellifera - Sumatra, tây Malaysia, nam Thái Lan
- Aporosa stenostachys - Sarawak
- Aporosa subcaudata - Borneo, Sumatra, tây Malaysia
- Aporosa sylvestri - Sarawak
- Aporosa symplocifolia - Philippines
- Aporosa symplocoides - Borneo, Sumatra, tây Malaysia, nam Thái Lan
  - A. s. var. chalarocarpa
- Aporosa tetragona[8] - Việt Nam: Tai nghé Hòn Bà.
- Aporosa tetrapleura - Campuchia, Việt Nam: San, thàu táu lá dày, ngăm vàng.
- Aporosa vagans - New Guinea tới Admiralty
- Aporosa villosa – Đông Dương, nam Trung Quốc, Andaman & Nicobar: Ngăm quả tròn, thàu táu hạt tròn, tai nghé hột tròn, tai nghé lông, thầu tấu lông, ngăm lông.
- Aporosa wallichii - Assam, Bangladesh, Đông Dương: Ngăm Wallich, tai nghé Wallich.
- Aporosa whitmorei - Sumatra, tây Malaysia
- Aporosa yunnanensis – Đông Dương, nam Trung Quốc, Assam: Ngăm rừng Vân Nam, tai nghé Vân Nam.

## Chuyển đi[1]
Chuyển sang các chi khác như Antidesma, Baccaurea, Drypetes, Shirakiopsis
- A. bilitonensis - Baccaurea minor
- A. calocarpa - Drypetes longifolia
- A. dolichocarpa - Baccaurea javanica
- A. griffithii - Antidesma coriaceum
- A. inaequalis - Drypetes leonensis
- A. somalensis - Shirakiopsis elliptica